# Amelungos
Los Amelungos, también Amelos o Amalos,  fueron una dinastía dirigente de godos que tuvieron relevancia durante los enfrentamientos contra el Imperio romano en los años de decadencia. Se convirtieron posteriormente en la casa real de los ostrogodos y fundaron el Reino ostrogodo de Italia.

## Orígenes
Jordanes cita los orígenes de los godos:
Ahora el primero de estos héroes, como ellos mismos relatan en sus leyendas, fue Gapt, quien engendró a Hulmul. Y Hulmul engendró a Augis; y Augis engendró aquel que fue llamado Amal, de quien reciben nombre los Amalos. Athal engendró a Achiulfo y Oduulf. Entonces Achiulfo engendró a Ansila y Ediulfo, Vultuulf y Hermanarico.
Hermanarico se identifica como rey de los greutungos, y gobernó un territorio que actualmente comprende una parte de Ucrania.

## Historia

### Ostrogodos
Los amelungos permanecieron como dinastía influyente de los greutungos, una rama de los ostrogodos. Siendo vasallos de los hunos, migraron hacia el oeste. En 453, los ostrogodos consiguieron su independencia bajo las órdenes del amelungo Teodomiro. Según Jordanes: 
Vultuulf engendró a Valaravans y Valaravans engendró a Vinitharius. Más aún Vinitharius engendró a Vandalarius; Vandalarius engendró a Teodomiro y Valamiro y Vidimer
El hijo de Teodomiro, Teodorico el Grande, lideró la conquista ostrogoda de Italia (489-493) y fundó allí el reino ostrogodo de Italia (493-553).

### Visigodos
Otra rama de la dinastía fueron miembros de los visigodos. Las fuentes citan a Sigerico, breve usurpador del trono visigodo en 415, como miembro de los amelungos. Otro visigodo, Eutarico, reunificó las distintas dinastías familiares concertando matrimonio con la hija de Teodorico, Amalasunta. Según Jordanes:
Hermanarico, hijo de Achiulfo, engendró a Hunimundo, y Hunimundo engendró a Torismundo. Ahora Torismundo engendró a Beremundo, Beremundo engendró a Veterico, y Veterico de la misma forma engendró a Eutarico.
El último miembro de los amelungos que aparece en los registros fue Teodegisclo, hijo de Teodato.

## Literatura
- En Nibelungenlied, así como otros poemas germánicos de la épica medieval, a los seguidores de Dietrich von Bern se les llama Amelungen. En algunos casoso, Amelungo es un ancestro del mismo Dietrich.
- En la crónica de los reyes alemanes también aparecen los amelungos como nombre identificativo de la dinastía de Dietrich, en una carta al obispo Meinhard von Bamberg.
- Los anales de Quedlinburg, cita a Amulungum (la forma latina de los «amelungos») para referirse al mismo Dietrich, lo que demuestra que el legado familiar seguía vigente en la tradición oral de la Edad Media, mucho después que las historias sobre los amelungos cesaron de circular.

## Legado
Por lo menos dos familias reivindican su herencia de los amelungos:
- La dinastía Billung, duques de Sajonia, también conocidos como Amelungos (en alemán: von Ömlingen).
- Los Solovyov (o Solovjov), barones del Imperio ruso desde 1727, también conocidos en fuentes alemanas como von Solowhoff (o Solowhoff von Greutungen). Los Solovjov afirman que son descendientes directos de Hermanarico.

## Reyes amelungos
- Hermanarico, rey de los Greutungos, ca 370
- Sigerico, rey de los Visigodos, 415
- Teodomiro, rey de los Ostrogodos, hasta 474
- Teodorico el Grande, rey de los Ostrogodos, 474–526
- Atalarico, rey de los Ostrogodos, 526–534
- Teodato, rey de los Ostrogodos, 534–536